# Vitruvio
Vitruvio, född 30 januari 2014 i Italien, är en italiensk varmblodig travhäst. Han tränas av Alessandro Gocciadoro, som även kör honom i de flesta lopp. Han har även körts av Jorma Kontio och Björn Goop. Under 2020 tränades även av Björn Goop samt Jean-Michel Bazire under en kort period.

## Historia
Vitruvio började tävla i augusti 2016, då han gjorde debut i ett sprinterlopp på Ippodromo Savio i Cesena. Han har till maj 2021 sprungit in 888 531 euro på 56 starter, varav 18 segrar, 10 andraplatser och 6 tredjeplatser.
Han har tagit karriärens hittills största segrar i Gran Premio Orsi Mangelli (2017), Breeders Course (2017), Gran Premio Continentale (2018), Gran Premio d'Europa (2018), Oslo Grand Prix (2019), Ulf Thoresens Minneslopp (2019) och Kymi Grand Prix (2020). Bland större meriter räknas även andraplatserna i Gran Premio Nazionale (2017) och Critérium Continental (2018), samt tredjeplatserna i Oslo Grand Prix (2020) och Gran Premio Lotteria (2021). 